# (11927) Mount Kent
(11927) Mount Kent est un astéroïde de la ceinture principale.

## Description
(11927) Mount Kent est un astéroïde de la ceinture principale. Il fut découvert le 16 janvier 1993 à Geisei par Tsutomu Seki. Il présente une orbite caractérisée par un demi-grand axe de 2,57 UA, une excentricité de 0,06 et une inclinaison de 14,8° par rapport à l'écliptique.

## Compléments